# Aceclidina
L’aceclidina è un composto chimico di formula C9H15NO2 che in condizioni standard si presenta come un solido o un liquido incolore o tra il bianco e il giallo.

## Caratteristiche strutturali e fisiche
Strutturalmente si tratta di un estere dell'acido acetico, membro delle chinuclidine, la cui massa monoisotopica è pari a 169,110278727 Da. Nella struttura sono presenti tre accettori di legami a idrogeno e due legami ruotabili, un elemento stereogenico non identificato e 12 atomi pesanti.
La superficie polare è pari a 29,5 Å² e la sezione d'urto è pari a 135,39 Å² [M+H]+. La rifrattività molare del composto è pari a 45,3 ± 0,4 cm³, mentre la polarizzabilità è pari a 18,0 ± 0,5 10⁻²⁴ cm³. La tensione superficiale del composto si attesta pari a 39,5 ± 5,0 dyne/cm, mentre il volume molare è pari a 151,3 ± 5,0 cm³.
Va conservato a una temperatura compresa tra 2° e 7°C.

## Sintesi
Il composto viene sintetizzato a partire da anidride acetica e 3-chinuclinidolo:
{\displaystyle {\ce {(CH 3 CO)2O + C7H13NO -> C9H15NO2 + 2CO + 2H2}}}
ma anche a partire dall'etil 4-(etossicarbonl)piperidina-1-acetato.

## Reattività e caratteristiche chimiche
L'indice di ritenzione di Kovats del composto è stato stimato pari a 1241. Dell'aceclidina sono disponibili i seguenti spettri analitici:
- spettro GC-MS[9]
- spettro LC-MS[10]

Il composto reagisce con il clorometil piavalato a formare il cloruro di 1-3-acetossichinuclidinio:
{\displaystyle {\ce {C6H11ClO2 + C9H15NO2 -> C15H26ClNO4}}}
e con il clorometil 2-metilprop-2-enoato a formare il cloruro di 3-acetossi-1-(metacriloiolossimetil)chinuclidinio:
{\displaystyle {\ce {C5H7ClO2 + C9H15NO2 -> C14H22ClNO4}}}
Il gruppo acetalico del composto può essere sostituito con vari 1,2,5-tiadiazoli per formare una serie di potenti agonisti muscarinici (M1). I composti più potenti sono stati ottenuti quando il sostituente era un gruppo butilossido o tiolico.

## Farmacologia e tossicologia

### Farmacodinamica
Inibisce l'attività dei recettori muscarinici dell'acetilcolina (M1-M5).

### Effetto del composto ed usi clinici
Utilizzata per il glaucoma ad angolo aperto, viene somministrata per instillazione oculare.

## Applicazioni
Il composto viene utilizzato, insieme al fotocatalizzatore 4CzIPN, nella polimerizzazione per idrossilazione e autopolimerizzazione dei dieni poveri di elettroni.

## Normativa
- Regolamento REACH